# Wiersdorf (Eifel)
Wiersdorf este o comună din landul Renania-Palatinat, Germania. Deoarece există mai multe localități cu acest nume, atunci când este necesar se precizează astfel: Wiersdorf (Eifel) (Wiersdorf din zona munților Eifel).